# Лігерз (тунель)
47°04′51″ пн. ш. 7°07′33″ сх. д. / 47.0808691° пн. ш. 7.125878° сх. д.
Тунель Лігерз (фр. Tunnel de Gléresse) — залізничний тунель, що будується біля південного підніжжя залізничної лінії Юра в Швейцарії. Остання одноколійна дільниця має бути ліквідована двоколійним тунелем. Це вузьке місце між станцією в Шафіс (нім. Schafis) і Тванн (фр. Douanne) на маршруті Біль–Невшатель наразі перешкоджає збільшенню залізничного трафіку. Заплановані витрати складають 431,9 млн швейцарських франків (470 млн доларів США).
Тунель є частиною проекту STEP 2030 і має бути завершений до грудня 2026 року. Тунель забезпечить безперервне півгодинне обслуговування на лінії.
Він проходитиме з боку моря і в основному паралельно існуючому автомобільному тунелю автостради № 5, яка утворює об'їзну дорогу Лігерза.
Станція Тванн має бути модернізована. Попередня зупинка Лігерз буде видалена та замінена автобусною лінією. Це має відкрити село Лігерз і залізницю Лігерз-Тессенберг від Тванна, а також обговорюється розширення майбутньої автобусної лінії до Ла-Неввіля.